# ドデカン
ドデカン (Dodecane) は、炭素数12の直鎖アルカンである。常温常圧で無色の液体。可燃性があり、日本では消防法により危険物第4類に指定されている。他のアルカンと同様、無極性溶媒によく溶ける。化学式はC12H26で、355の構造異性体がある。

## 反応
実験室的製法としては、1-ブロモヘキサンとナトリウムを反応させるものがある。
2C6H13Br + 2Na → C12H26 + 2NaBr